# Pablo Pinillos Caro
Pablo Pinillos Caro (nascut el 9 de juliol de 1974 a Murillo de Río Leza, La Rioja), és un exfutbolista riojà que jugava de defensa.